# خلية شمسية صبغية

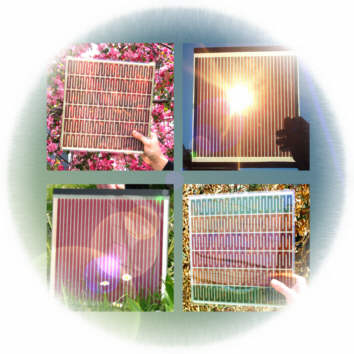
خلية غريتسل

الخلايا الشمسية الصبغية أو خلايا غريتسل هي صنف من الخلايا الشمسية منخفضة التكلفة تنتمي إلى مجموعة الخلايا الشمسية رقيقة الغشاء. وترتكز على صفيحة من أنصاف النواقل توضع بين مصعد حساس للضوء وكهرل. وقد اخترع هذه الخلية ميشيل غريتسل وبراين أوريغان سنة 1991  وقد نال غريتسل سنة 2010 جائزة الألفية للتكنلوجيا عليها.
وبما أنها مصنوعة من مواد منخفضة التكلفة ولا تحتاج إلى أجهزة دقيقة لتصنيعها، أصبحت هذه الخلية جذابة من الناحية التقنية. وبالمثل، يمكن أن تكون تكاليف تصنيعها أقل تكلفة من التصاميم الأقدم للخلايا الصلبة. كما يمكن تصميمها على شكل ألواح مرنة وقوية ميكانيكياً، وبالتالي لا تتطلب نظام للحماية من الحوادث البسيطة مثل الضربات الشجر. على الرغم من كفاءة تحويلها أقل من أفضل خلايا الأغشية الرقيقة، فإنه من الناحية النظرية سعره / نسبة الأداء مرتفعة بما يكفي للسماح لهم لتنافس مع الوقود الأحفوري لتوليد الكهرباء عن طريق تحقيق تكافؤ الشبكة. ومن المتوقع الآن أن تنتشرتطبيقاتها التجارية.

## خلايا أنصاف النواقل الشمسية
تصنع خلايا أنصاف النواقل الصلبة التقليدية من بللورتين مطعمتين، بحيث يطعم أحدهما بشوائب من النوع n (نصف ناقل من النوع n) والذي يحوي على كمية إضافية من الإلكترونات الحرة والآخر مطعم بشوائب من النوع p (نصف ناقل من النوع p) والذي ينقصه إلكترونات حرة. وعندما تصبح البللورتين على تماس تنتقل الإلكترونات الحرة من النصف ناقل n لتملاْ الفجوات في النصف ناقل p. ستعبر في النهاية كمية كافية من الإلكترونات لتعادل مستويات فيرمي لمادتين. وفي النتيجة نصل في منطقة اتصال p-n بحيث تستنفذ حوامل الشحنات وتتراكم في أحد الجانبين. ينتج انتقال الإلكترونات في السيلكون جهد حاجزي يتراوح ما بين 0.6-0.7 فولط.
عندما توضع الخلايا الشمسية في الشمس، تثير فوتونات أشعة الشمس الإلكترونات في جانب نصف الناقل n في عملية تعرف عملية بالعملية الكهرضوكيميائية. توفر أشعة الشمس مايكفي من الطاقة في السيليكون لتدفع الإلكترونات في نطاق التكافؤ إلى مستوى أعلى وهو نطاق التوصيل. عندما تصل الخلية الشمسية مع حمل خارجي ستتحرك الإلكترونات من الجانب n إلى الجانب p، ويتم خسر جزء من الطاقة في الحمل، ومن ثم تعود الإلكترونات إلى n ليعاد دمجها في n ضمن نطاق التكافوء، وهكذا تنشأ أشعة الشمس تيار كهربائي.
تعني فجوة النطاق في أي نصف ناقل بأن الفوتونات بكمية محددة من الطاقة أو أكثر يمكن أن تساهم في إنشاء تيار كهربائي. في حالة السيليكون، فإن الغالبية العظمى من الضوء المرئي من اللون الأحمر إلى البنفسجي ذو طاقة كافية لتحقيق ذلك. وبالتأكيد أن الأشعة ذات الطاقة الأعلى مثل الأزرق والبنفسجي تمتلك القدرة الأكثر لتوليد تيار. وعلى الرغم من أن نقل بعض من هذه الطاقة الاضافية يذهب إلى الإلكترونات، لكن معظمها يضيع على شكل طاقة حرارية، وبالتالي ومن أجل أن تكون هناك فرصة جيدة لالتقاط الفوتونات، تصنع طبقة من نوع n بحيث تكون سميكة نوعا ما. هذا يزيد أيضا من احتمال التقاء الإلكترون المقذوف حديثا مع فجوة وجدت مسبقا في المواد قبل الوصول منطقة الاتصال n-p. تنتج هذه الآثار حداً أعلى من كفاءة خلايا السليكون الشمسية.
تعتبر التكلفة المرتفعة أكبر مشاكل الخلايا التقليدية. حيث تتطلب طبقة سميكة نسبيا من السيليكون المشوب من أجل الحصول على نسبة التقاط فوتوني عالية، ومعالجة السيليكون مكلفة. وقد وجدت عدة طرق للمحاولة من الحد من التكلفة العالية خلال العقود الماضية، ولا سيما طريقة الأغشية الرقيقة، ولكنها حتى الآن لم تطبق سوى على نطاق ضيق، نتيجة لمجموعة كبيرة من المشاكل العملية.

## خلية غريتسل الشمسية
تتألف خلية غريتسل من طبقة مسامية رقيقة من جسيمات نانوية من ثنائي أكسيد التيتانيوم، مغطاة بصباغ جزيئي ليمتص أشعة الشمس. ويغمر ثاني أكسيد التيتانيوم بمحلول كهرلي وبوجد فوقه محفز بلاتيني. كما هو الحال في البطاريات القلوية التقليدية، يتم وضع المصعد (ثاني أكسيد التيتانيوم) والمهبط (البلاتين) على جانبي المحلول الكهرلي.
تعبر أشعة الشمس من خلال الإلكترود الشفاف لتصل إلى الطبقة المصبوغة حيث تقوم بإثارة الإلكترونات والتي تخرج منالممصعد (ثاني أكسيد التيتانيوم) لتصل إلى الإلكترود الشفاف لتجمع من أجل توفير طاقة للحمل. وبعد أن يتدفق التيار خلال دارة خارجية، يعاد إدخال الإلكترونات إلى الخلية عبر إالكترود معدني ومن ثم إلى المحلول الكهرلي ومن ثم يعاد إلى جزيئات الصباغ من جديد. تفصل خلية غريتسل الوظيفتين التي يقدمها السيليكون في تصميم الخلية التقليدية. عادةً يكون السيليكون بمثابة مصدر كل من الإلكترونات الضوئيه، بالإضافة عن توفير الحقل الكهربائي لفصل الشحنات الموجهة إليه وإنشاء التيار. بينما تستخدم خلية غريتسل الجزء الأكبر من أنصاف النواقل لنقل الشحنات، وترد الالكترونات الضوئيه من صبغة حساسة للضوء بشكل منفصل. يحصل فصل الشحنات في المنطقة ما بين نصف الناقل والصبغة الحساسة والمحلول الكهرلي.
تكون جزيئات الصباغ صغيرة جداً (من مرتبة النانو) وليتم التقاط أو تجميع كمية معقولة من الضوء يجب أن يكون سمك طبقة الصباغ كبيرة نسبياً. ولحل هذه المشكلة تستخدم مواد نانونية تعمل كسقالة للإمساك بجزيئات الصباغ على شكل بنية ثلاثية البعد.مما يزيد في من عدد الجزيئات في أي سطح من الخلية. تصنع هذه السقالات(الدواعم) في التصاميم الحديثة من مواد من أنصاف النواقل وبذلك تقوم بوظيفة مزدوجة.

### التركيب
تتألف خلية غريتسل الأساسية (النموذج الأولي من هذه الخلية) من ثلاث أجزاء رئيسية. توجد في في الأعلى طبقة مصعد شفاف يتركب من الفلوريد المشاب ثنائي أكسيد القصدير وتتوضع هذه الطبقة خلف اللوح الزجاجي. وتتصل بطبقة رقيقة من ثاني أكسيد التيتانيوم والتي تشكل بنية مليئة بالفجوات الإلكترونية مع مساحة سطح كبيرة. يمتص أكسيد القصدير جزء قليل من الأشعة الشمسية(أشعة فوق بنفسجية). تغمر الصفيحة بعد ذلك بصباغ يتركب من صباغ بيريدين الروثينيوم ومذيب وبعد وضع الغشاء في محلول الصباغ، تتوضع طبقة رقيقة من الصباغ على الصفيحة تاركة روابط تساندية على السطح مع أكسيد القصدير.
بعد ذلك تصنع طبقة رقيقة عن طريق رش كهرل يوديدي فوق الصفيحة الموصلة، وبشكل عام تكون من البلاتين. وبعد ذلك يتم ضم الصفيحيتين مع بعضهما البعض وتحكمان لمنع تسرب الإلكترونات.

### العمل
تدخل أشعة الشمس الخلية عن طريق الفلوريد الشفاف لتضرب الشوائب على سطح ثاني أكسيد القصدير. وهكذا تضرب الفوتونات الصباغ بكمية كافية من الطاقة مشكلة حالة إثارة للصباغ ليتم قذف الإلكترونات. ولو تم قذف الإلكترونات بدون تعويض هذه الإلكترونات فإن شريط الصباغ سيفقد حساسيته لذلك يتصل بكهرل اليوديد والذي يتأكسد إلى ثلاثي اليوديد وتتم هذه العملية بسرعة مقارنة بعملية قذف الإلكترونات. ويستعيد ثلاثي اليوديد إلكتروناته المفقودة عن طريق ميكانيكية الانتشار في قاع الخلية.

### المردود
تحدد خصائص الخلايا الشمسية من خلال عدة خصائص ولعل أبرزها هو نسبة الطاقة الكهربائية المنتجة نسبة إلى الطاقة الشمسية التي تتعرض لها الخلية، وهو ما يعرف مردو الخلية أو كفائتها أو فعالية.
اعتبر خلية غريتسل ذات مردود عالي بسبب البنية النانونبة التي من شأنها استيعاب عالي للفوتونات إضافة إلى فعالية الصباغ في تحرير الإلكترونات.